# Trubach
Die Trubach  ist ein ganzjährig wasserführendes Fließgewässer II. Ordnung in Oberfranken. Sie entspringt in der Nördlichen Frankenalb und mündet nach knapp 21 Kilometern bei Pretzfeld linksseitig in die Wiesent.

## Name
Das Gewässer wurde im 16. Jahrhundert erstmals schriftlich erwähnt. Als Ortsname tritt der Name als Truobaha schon im Jahr 1001 schriftlich in Erscheinung. Das Präfix Trub- kommt wohl vom althochdeutschen Adjektiv ‚truobi‘ und Trubach bedeutet mithin trübe Ache. Im frühen 19. Jahrhundert war für den Oberlauf die Bezeichnung „Stuhbach“ gebräuchlich. Erst unterhalb des Zuflusses des Großenoher Baches war sie auf einer Karte als „Trubach“ bezeichnet.
Wegen dieser Wortherkunft ist der Name feminin, nicht etwa „der Tru·bach“, wie manchmal irrtümlich vermutet.
Nach stärkeren Regenfällen werden aus den zahllosen kleinen Quellen helle Schwebstoffe in den Bachlauf eingebracht oder entsprechendes Sediment aus dem Grund aufgewirbelt, was eine rasche Trübung des ansonsten klaren Baches hervorruft.

## Geographie

### Trubachquelle

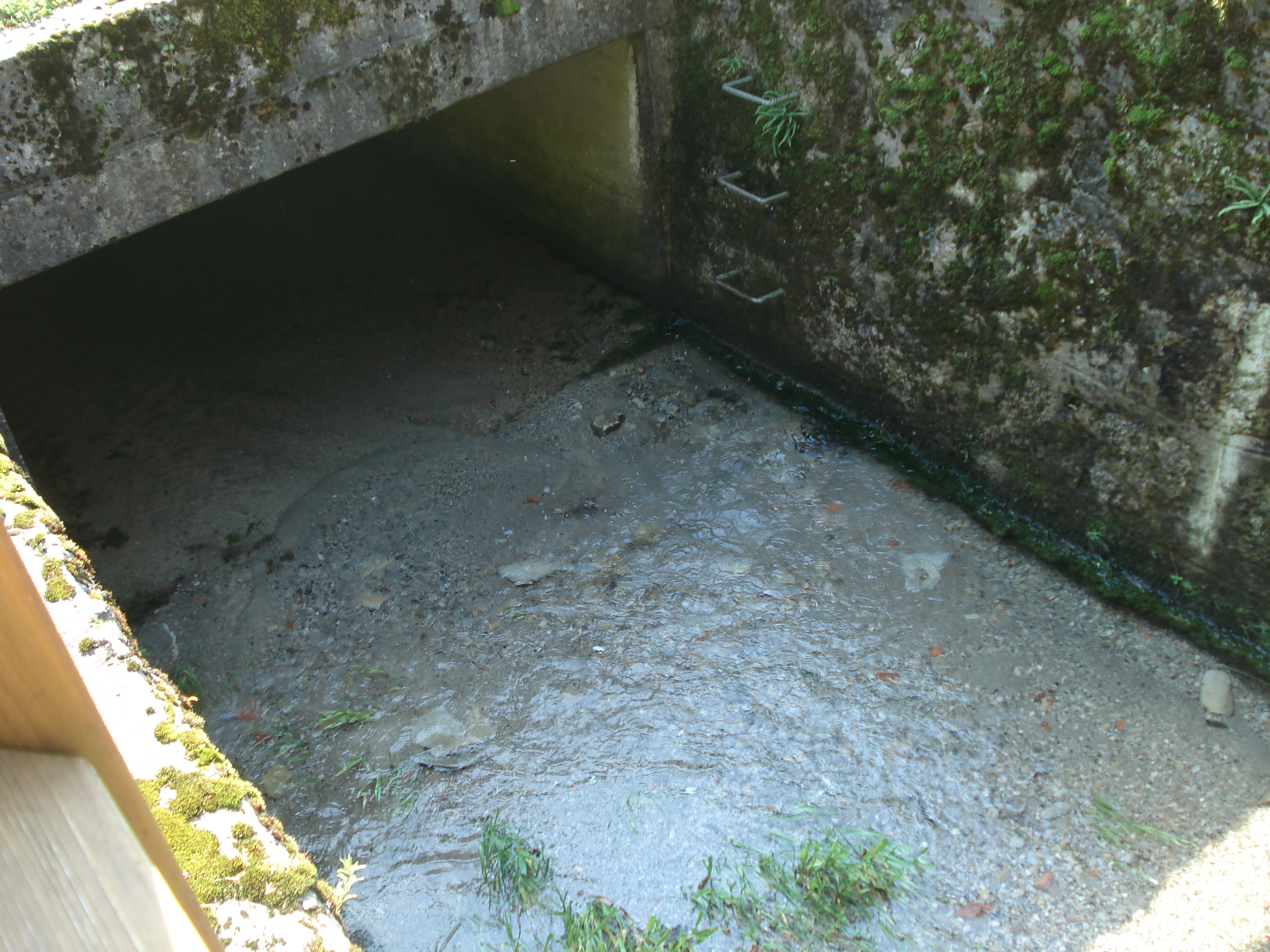
Die Trubachquelle

Die Trubachquelle ist eine Karstquelle am südwestlichen Rand von Obertrubach und entspringt unterhalb der Felsen am Hexenstein und neben der Trubachtalstraße (St 2260). Sie ist in Beton gefasst und mit einem Holzgeländer versehen. Früher entsprang die Trubach in einer der Karstgrotten, diese Quelle versiegte aber im Laufe der Jahre.

### Flusslauf
Die Trubach verläuft in anfangs westlicher, dann vorwiegend nordwestlicher Richtung durch das Trubachtal. Bei Pretzfeld mündet sie in die Wiesent.

### Zuflüsse
Die Trubach hat folgende Zuflüsse:
- Großenoher Bach (links)
- Hohenschwärzer Graben (links)
- Arlesbrunnen (links)
- Affterbach (rechts)
- Bach aus dem Adlergraben (rechts)
- Äpfelbach (rechts)
- Bach aus der Wolfsschlucht (rechts)
- Bach aus dem Hüllergraben (links)
- Bach aus dem Hofental (rechts)
- Thosbach (rechts)
- Weißenbachgraben (rechts)
- Hetzelsdorfer Bach (links)
- Abgang des Mühlbachs (nach rechts); mündet vor der Trubach in die Wiesent

### Flusssystem Wiesent
- Fließgewässer im Flusssystem Wiesent

### Orte und Sehenswürdigkeiten
Zum Trubachtal gehören unter anderem die Orte Pretzfeld (Pretzfelder Schloss), Hetzelsdorf, Urspringtal, Wolkenstein, Oberzaunsbach, Unterzaunsbach, Hundshaupten (Wildgehege und Schloss), Wichsenstein (587 m hoher Aussichtspunkt), Bieberbach, Egloffstein (Burg Egloffstein), Affalterthal, Thuisbrunn (Thuisbrunner Burg), das sehr pittoresk gelegene Wolfsberg (Felsen mit Burgruine), Obertrubach.

## Geologie
Der größte Teil des Einzugsgebietes liegt im Weißjura der Frankenalb. Unterhalb von Untertrubach liegen Flusslauf und Talgrund im Braunjura. Am Rande des oberen Einzugsgebietes liegen auf der Weißjuradecke einzelne Inseln von Oberkreide.

## Mühlen
An der Trubach gibt es viele Mühlen, beispielsweise die Hackermühle und die Ziegelmühle.

## Freizeit und Erholung

### Wandern
Ein etwa 19 Kilometer langer Wanderweg bietet neben dem Ausblick auf das Trubachtal auch viele Sehenswürdigkeiten. Kanu- und Kajakfahren sind ganzjährig verboten.

### Angeln
Geangelt wird vor allem auf Salmoniden. Die Fischereirechte sind  größtenteils in Privatbesitz. Auf einem 1,2 km langen Abschnitt der Trubach im Bereich der Ortschaft Schweintal werden Tageskarten für Angelscheininhaber angeboten.

### Klettern
Das Trubachtal ist eines der größeren Klettergebiete des Nördlichen Frankenjura mit dem Richard-Wagner-Fels, dem Hartelstein, dem Eldorado, dem Fürther Turm und dem Zehnerstein.

### BayernAtlas („BA“)
Amtliche Online-Gewässerkarte mit passendem Ausschnitt und den hier benutzten Layern: Lauf und Einzugsgebiet der Trubach

Allgemeiner Einstieg ohne Voreinstellungen und Layer: BayernAtlas der Bayerischen Staatsregierung (Hinweise)
1. 1 2  Höhe abgefragt auf dem Hintergrundlayer Amtliche Karte (Rechtsklick).
2. ↑  Beschriftung als Stuhbach nach Umschaltung auf Historische Karte.
3. ↑  Namen der Zuflüsse nach Beschriftungen auf dem Hintergrundlayer.
4. ↑  Geologie nach dem Layer Geologischen Karte 1:500.000.

### Gewässerverzeichnis Bayern („GV“)
1. 1 2  Länge und Einzugsgebiet nach: Verzeichnis der Bach- und Flussgebiete in Bayern – Flussgebiet Main, Seite 56 des Bayerischen Landesamtes für Umwelt, Stand 2016 (PDF; 3,3 MB)

### Andere
1. ↑  Bayerischer Hochwassernachrichtendienst (Stand: 7. September 2011)
2. ↑  Wasserwirtschaftsamt Kronach
3. ↑  Albrecht Greule: Deutsches Gewässernamenbuch. Walter de Gruyter, Berlin / Boston 2014, ISBN 978-3-11-057891-1, S. 546, „Trubach“ (Auszug in der Google-Buchsuche).
4. ↑  5-Tage-Wanderung Fränkische Schweiz. Etappe 3 Obertrubach – Schlöttermühle. In: Ich geh wandern. GPS-Wanderatlas, abgerufen am 23. Oktober 2021: „In Obertrubach entspringt der Trubach (vor Ort „die“ Trubach genannt)…“
5. ↑  Wolf-Armin von Reitzenstein: Lexikon fränkischer Ortsnamen. Herkunft und Bedeutung. Oberfranken, Mittelfranken, Unterfranken. C. H. Beck, München 2009, ISBN 978-3-406-59131-0, S. 172 (eingeschränkte Vorschau in der Google-Buchsuche).
6. ↑  Trubachtal-Wanderweg (Memento vom 23. Dezember 2008 im Internet Archive)
7. ↑  Kajak Channel
8. ↑  Fliegenfischen, Grund- und Spinnfischen